# Stupid Girl
"Stupid Girl" er en sang fra det engelske rock ‘n’ roll band The Rolling Stones, og den er fra deres 1966 album Aftermath.
Sangen blev skrevet af Mick Jagger og Keith Richards, og er bemærkelsesværdig for dens nedgørende tekst om kvinder, ligesom nogle af the Stones andre sange for eksempel "Under My Thumb" og "Brown Sugar". Richards sagde om sangen i 1971:” Sange som ”Under My Thumb” og ”Stupid Girl” var et levn fra vores miljø ... og for mange dumme tøser. Ikke alle samme var dumme, dermed ikke sagt, men dette er hvad man får .”
Da Jagger blev spurgt om sangen og dens indflydelse i et interview fra 1995, sagde han:” Jah, den er meget værre end "Under My Thumb"... Tydeligvis havde jeg nogle problemer. Jeg var ikke i et godt forhold. Eller jeg var i for mange dårlige forhold. Jeg havde så mange kærester på dette punkt. Ingen af dem syntes at begræde, at de ikke tilfredsstillede mig nok. Jeg var tydeligvis sammen med den forkerte gruppe .
”Stupid Girl” blev indspillet i Los Angeles RCA Studios mellem den 6 – 9 marts, 1966. Jagger sang, og spillede tamburin, Richards spillede de elektriske guitarer, mens Brian Jones spillede den akustiske. Charlie Watts spillede trommer, og Bill Wyman spillede bass. Ian Stewart spillede sangens orgel, mens Jack Nitzsche spillede det elektriske klaver og perkussion. Koret bestod af Richards .
Sangen findes på opsamlingsalbummet som ABKCO udgav i 1989, Singles Collection: The London Years.

### Fodnote
1. ↑  Stupid Girl
2. ↑  Stupid Girl by The Rolling Stones Songfacts
3. ↑  Stupid Girl – Lyrics